# Miris dunja
Miris dunja é um filme de drama iugoslavo de 1982 dirigido e escrito por Mirza Idrizović. Foi selecionado como representante da Iugoslávia à edição do Oscar 1983, organizada pela Academia de Artes e Ciências Cinematográficas.

## Elenco
- Mustafa Nadarević - Mustafa
- Ljiljana Blagojević - Luna
- Irfan Mensur - Ibrahim
- Izet Hajdarhodzic - Hamdibeg
- Nada Djurevska - Azra
- Semka Sokolović-Bertok - Esma
- Boro Stjepanović - Alkalaj
- Spela Rozin - Marija